# 46-й отдельный лыжный батальон
46-й отдельный лыжный батальон — воинская часть вооружённых сил СССР в Великой Отечественной войне.

## История
Батальон формировался с ноября 1941 года в Свердловске. При формировании батальон насчитывал в трёх ротах 560 человек.
В действующей армии с 1 января 1942 по 14 марта 1942 года.
В декабре 1942 года направлен на Волховский фронт, поступил в распоряжение 59-й армии Принимал участие в Любанской операции.
В начале операции 1942 года действует в составе армии, с 13 января 1942 года наступает через Волхов, однако без успеха.
С 25 января 1942 года передан во 2-ю ударную армию и введён в прорыв, который был создан войсками 2-й ударной армии у Мясного Бора, продвигался вместе с 87-й кавалерийской дивизией, наступавшей на Любань, 30 января 1942 года принял участие в освобождении деревень Кривино и Новая, в середине февраля 1942 года вышел к деревне Красная Горка в 15 километрах от Любани и ведёт там бои. Уже к 28 февраля 1942 года в батальоне осталось всего 25 человек.
14 марта 1942 года батальон был расформирован, остатки батальона отправлены в одну из стрелковых бригад 2-й ударной армии.

## Подчинение
| Дата            | Фронт (округ)    | Армия             | Корпус | Примечания |
| --------------- | ---------------- | ----------------- | ------ | ---------- |
| 01.01.1942 года | Волховский фронт | 59-я армия        | -      | -          |
| 01.02.1942 года | Волховский фронт | 2-я ударная армия | -      | -          |
| 01.03.1942 года | Волховский фронт | 2-я ударная армия | -      | -          |